# Нурберг
Нурберг (швед. Norberg) — містечко (tätort, міське поселення) у центральній Швеції в лені Вестманланд. Адміністративний центр комуни Нурберг.

## Географія
Містечко знаходиться у північній частині лена Вестманланд за 175 км на північний захід від Стокгольма.

## Історія
Найдавніші збережені будівлі в Нурберзі знаходяться в Нурбергсоні, районі навколо церкви, які походять із середньовіччя, а багато сучасних будівель — XVIII століття. Найдавніші частини церкви Нурберга, включаючи склепіння, датуються XIII століттям. Інтер'єр був змінений після великої пожежі в 1727 році, а церковна вежа була перебудована в 1904 році.
У 1952 році Нурберг отримав статус чепінга.

## Герб міста
Герб було розроблено для ландскомуни Нурберг. Отримав королівське затвердження 1949 року. Пізніше вживався як герб торговельного містечка (чепінга) Нурберг.
Сюжет герба: у синьому полі три срібні півлілії, укладені в трикутник, на срібній главі — синій алхімічний знак заліза.
Три півлілії походять з герба Енгельбректа Енгельбректсона. Алхімічний знак заліза вказує на місцеві природні ресурси.
Після адміністративно-територіальної реформи, проведеної в Швеції на початку 1970-х років, муніципальні герби стали використовуватися лишень комунами. Цей герб був 1971 року перебраний для нової комуни Нурберг.

## Населення
Населення становить 4 625 мешканців (2018).

## Спорт
У поселенні базується футбольний клуб Нурберг АІФ та інші спортивні організації.

## Галерея

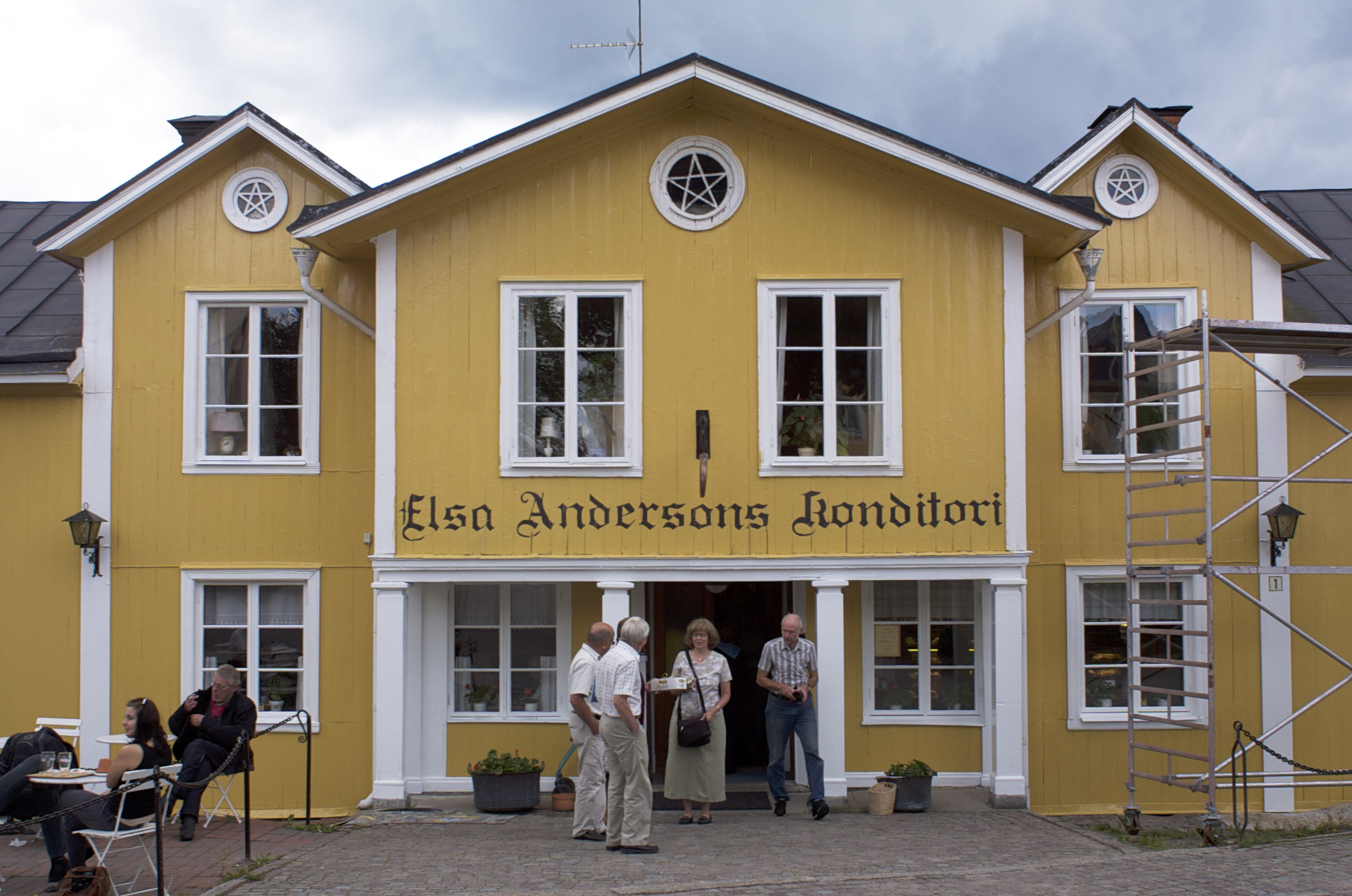
Кондитерська
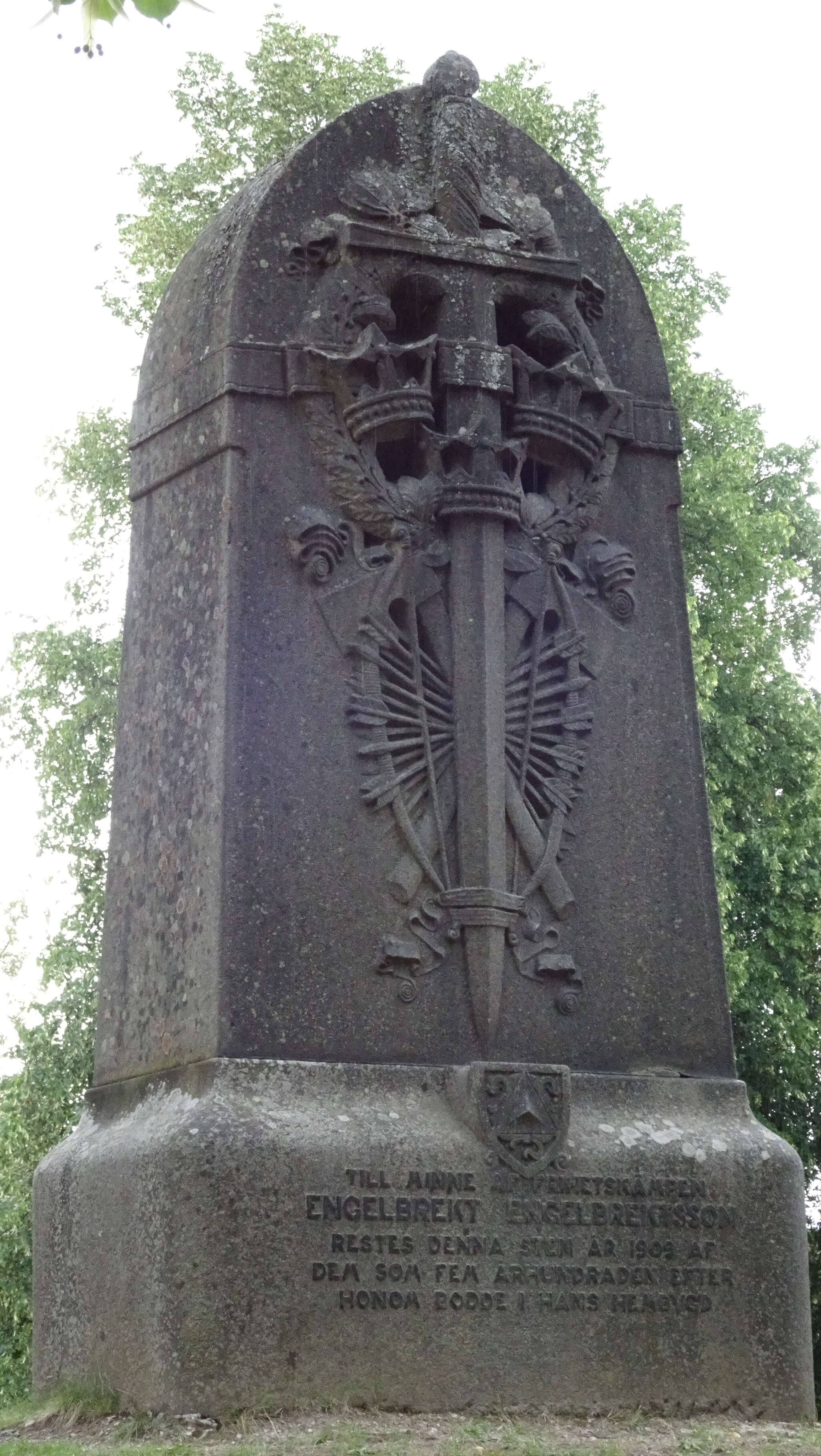
Меморіальний камінь Енгельбректа Енгельбректссона
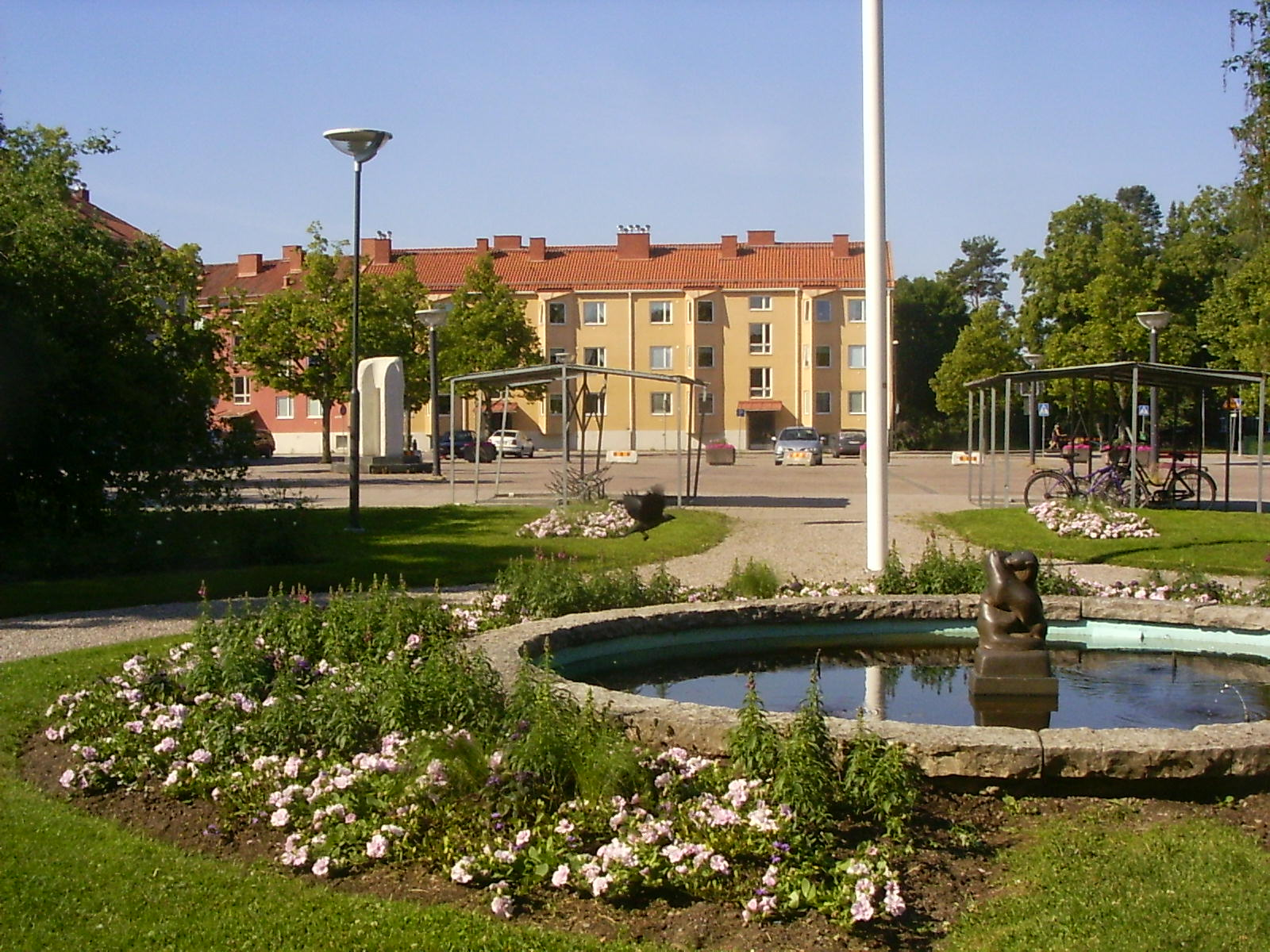
У центрі міста
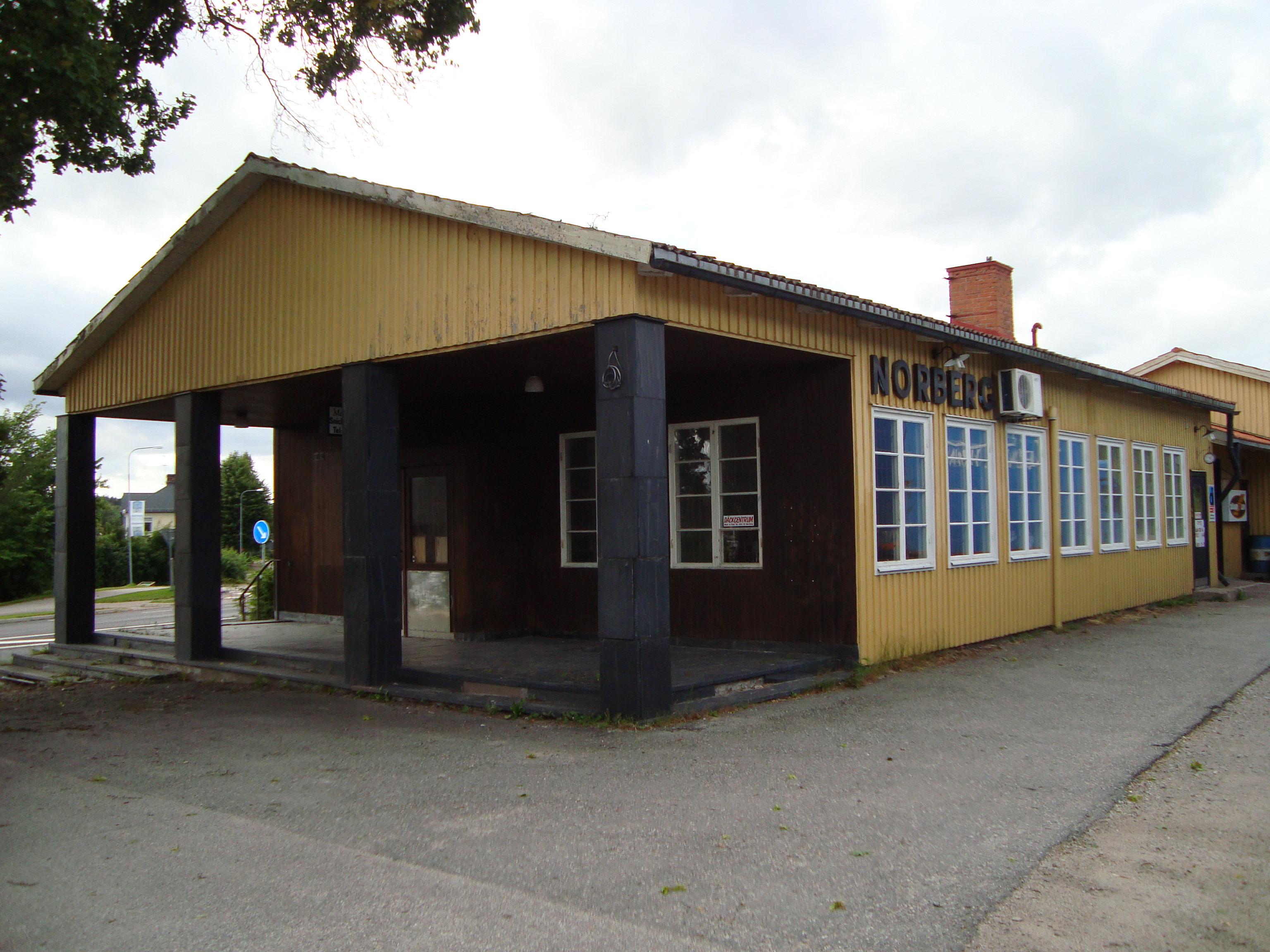
Залізнична станція

## Покликання
- Сайт комуни Нурберг